# Metri sul livello del mare

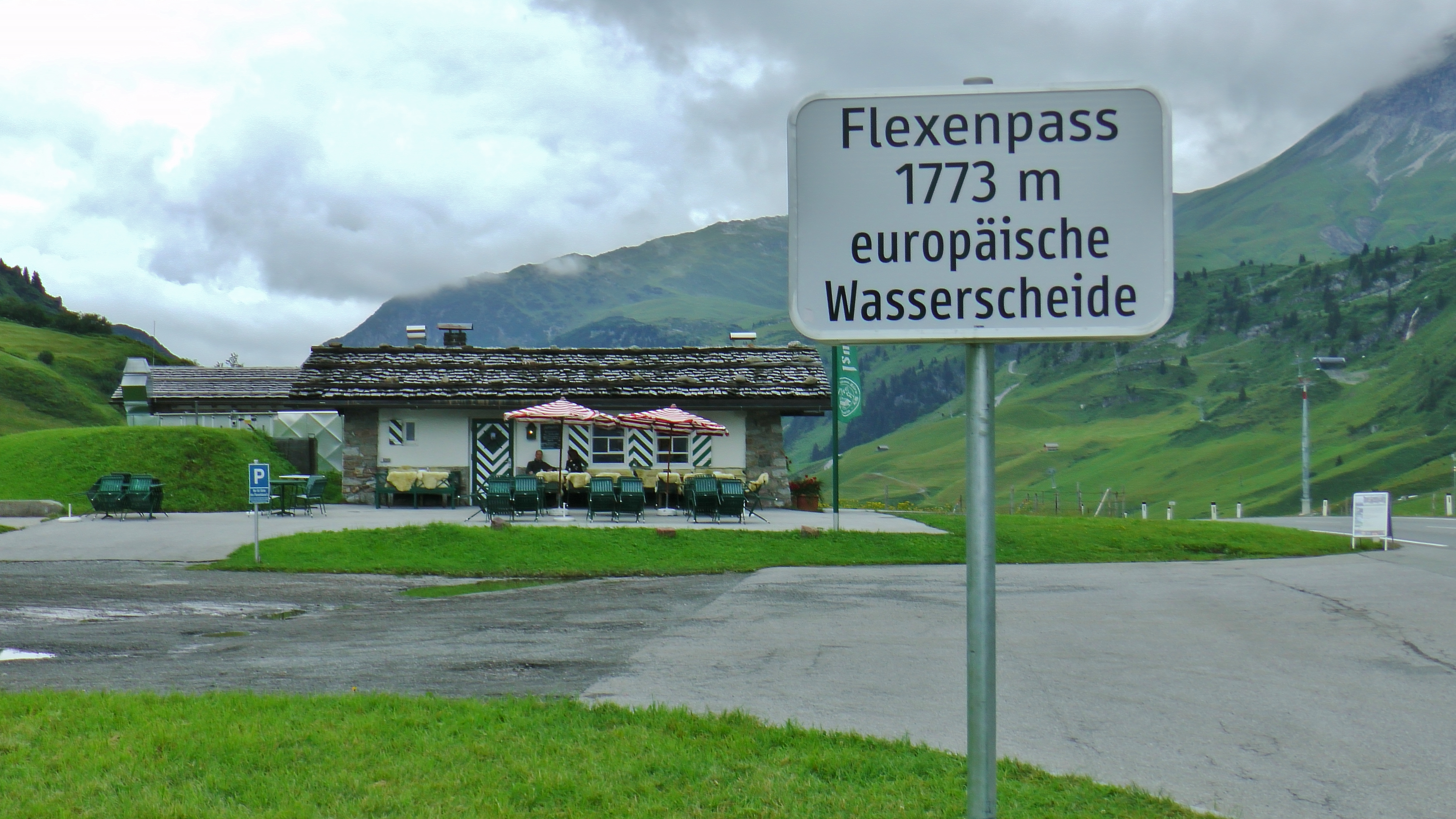

Metri sul livello del mare (abbreviato m s.l.m.) è una misurazione standard in metri dell'elevazione o altitudine di un luogo in rapporto alla media storica del livello del mare. I livelli medi del mare sono affetti dal cambiamento climatico e da altri fattori e cambiano nel tempo. Per questo e per altre ragioni, le misurazioni registrate dell'elevazione sul livello del mare potrebbero differire dall'attuale elevazione di un dato luogo sopra il livello del mare in un dato momento.

## Usi
Metri sul livello del mare è la misurazione standard dell'elevazione o altitudine di:
- luoghi geografici come borghi, montagne e altri punti di riferimento;
- la cima di edifici e altre strutture;
- oggetti volanti come aeroplani o elicotteri.

## Come è determinato
L'elevazione o altitudine in metri sul livello del mare di un luogo, oggetto, o punto può essere determinata in vari modi. I più comuni includono:
- Sistema di Posizionamento Globale (GPS), che triangola un luogo in rapporto a diversi satelliti.
- Altimetri. Essi tipicamente misurano la pressione atmosferica, che decresce all'aumentare dell'altitudine.
- Aerofotogrammetria.
- Agrimensura.

La misurazione accurata della media storica dei livelli del mare è complessa.
La subsidenza della massa terrestre (come accade naturalmente in alcune isole) può dare l'impressione di innalzamento del livello del mare. Viceversa, i contrassegni sulle masse terrestri sollevate a causa di processi geologici possono suggerire un abbassamento del livello medio del mare.

## Altri sistemi di misura
Piedi sul livello del mare è l'analogo più comune per metri sul livello del mare nel sistema imperiale britannico.